# ديفيد بي. هيل
ديفيد بي. هيل (بالإنجليزية: David B. Hill)‏ هو محامي وسياسي أمريكي، ولد في 29 أغسطس 1843 في إلميرا في الولايات المتحدة، وتوفي في 20 أكتوبر 1910 في ألباني في الولايات المتحدة. حزبياً، نشط في الحزب الديمقراطي.

## مناصب
- انتخب عضو جمعية ولاية نيويورك.
- انتخب نائب حاكم نيويورك [الإنجليزية]‏ (1883 – 6 يناير 1885).
- انتخب حاكم نيويورك [الإنجليزية]‏ (6 يناير 1885 – 31 ديسمبر 1891).
- انتخب عضو مجلس الشيوخ الأمريكي (7 يناير 1892 – 4 مارس 1897).